# Club des Chefs des Chefs
Der Club des Chefs des Chefs (C.C.C) ist ein Verband von Chefköchen von Regierungschefs und Staatsoberhäuptern einzelner Staaten. Er versteht sich selbst als „exklusivsten Gastronomieverband der Welt“. Gegründet wurde er als Verein französischen Rechts im Jahr 1977. Falls ein Land nicht über einen Chefkoch des Staatsoberhauptes verfügt, kann ersatzweise auch der Küchenchef des Hotels oder der Einrichtung vertreten sein, in dem die offiziellen Staatsempfänge abgehalten werden. Als einziges Land darf China zwei Mitglieder entsenden, im Moment ist dies jedoch nur eines. Jedes Jahr treffen sich die Mitglieder zu einem gemeinsamen Diner, das jeweils in einem anderen Land stattfindet; im Jahr 2012 fand dieses Dinner in Berlin statt.

## Geschichte
Die Gründung des Clubs fand 1977 bei dem Koch Paul Bocuse, in dessen Restaurant Mont d’Or in Collonges-au-Mont-d’Or in Frankreich, „dem legendären Tempel der Gastronomie“, statt. Das Treffen fand seinerzeit auf Betreiben von Gilles Bragard statt, einem für die internationale Hotellerie und Gastronomie tätigen Modeschöpfer. Das erste Treffen im Jahr 1977 fand bei den Teilnehmern eine solche Resonanz, das vereinbart wurde, jedes Jahr wieder zu einem Dinner zusammenzukommen.

## Mitglieder
Mitglieder des C.C.C sind (Stand 2023)

### Europa
- Caroline Dembiany, Deutschland, Köchin des Bundeskanzlers
- Werner Pichlmaier, Österreich, Koch des österreichischen Bundespräsidenten, Koch im Hotel Imperial (Wien)[4]
- Gregor Zimmermann, Schweiz, für offizielle Empfänge zuständiger Koch, Executive Chef des Hotel Bellevue Palace[5]
- Lars Schandorff, Dänemark, Koch des Königs von Dänemark
- Taigo Lepik, Estland, Koch des estnischen Präsidenten[6]
- Jyrki Jääskeläinen, Finnland, Koch des finnischen Präsidenten[7]
- Fabrice Desvignes, Frankreich, Chefkoch des französischen Präsidenten[8]
- Vasilis Mpekas, Griechenland, Koch des griechischen Präsidenten
- Mark Flanagan, Großbritannien, Chefkoch des Königs von England[9], Stellvertretender Vorsitzender des C.C.C
- Tina Weir, Irland, Köchin des irischen Präsidenten
- Fabrizio Boca, Italien, Chefkoch des Quirinalspalast[10]
- Franck Panier, Luxemburg, Koch des Herzogs
- Stefania Conti, Malta, Köchin des Großmeisters des Malteserordens
- Christian Garcia, Monaco, Chefkoch von Fürsten von Monaco[11], Vorsitzender des C.C.C
- Willem-Pieter Van Dreumel, Niederlande, Koch des Königs der Niederlande
- Grzegorz Rzeszotarski, Polen, Koch des Präsidenten
- Magnus Villnow, Schweden, Chefkoch des Königs von Schweden
- Jose Roca, Spanien, Koch des spanischen Ministerpräsidenten

### Afrika
- Christine Dadié, Elfenbeinküste, Köchin des Präsidenten
- Rachid Agouray, Marokko, Koch für offizielle Empfänge
- Elmarie Pretorius, Südafrika, Köchin des südafrikanischen Präsidenten

### Asien
- Xu Long, Volksrepublik China, Chefkoch der Großen Halle des Volkes, Peking[12]
- Amit Ghotwal, Indien, Chefkoch der indischen Präsidentin[13]
- Moshe Segev, Israel, bekannter Fernsehkoch und für offizielle Empfänge zuständiger Chefkoch[14]
- Alexandr Tregubenko, Kasachstan, Koch des kasachischen Präsidenten
- Adrian Cordero, Katar, Koch des Emirs von Katar
- Park Dae Soon, Südkorea, Koch des südkoreanischen Präsidenten
- Dominique Bugnand, Thailand, Koch für Empfänge des Königs von Thailand

### Nordamerika
- Alex Johnstone, Kanada
- Cristeta Comerford, USA, ehemalige Chefköchin des Präsidenten der USA[15]